# 후루비라군

후루비라 군의 위치

후루비라군(일본어: 古平郡)은 일본 홋카이도 남서부, 시리베시 지청의 북서부에 위치하는 군이다.
인구 2,570명, 면적 188.36km², 인구밀도 13.6명/km².(2025년 2월 28일, 주민기본대장인구)
이하 1촌으로 구성된다.
- 후루비라정(古平町)

## 역사
1869년 8월 15일에 후루비라 군이 두어져 홋카이도 시리베시국에 포함되었다.